# Yves Nat
Yves Nat (Béziers, 29 dicembre 1890 – Parigi, 31 agosto 1956) è stato un pianista, compositore e didatta francese.

## Biografia
Bambino prodigio, studiò pianoforte con Louis Diémer presso il Conservatorio di Parigi, ottenendo un primo premio nel 1907. La sua carriera concertistica fu caratterizzata dalla collaborazione coi grandi violinisti Jacques Thibaud, George Enescu ed Eugène Ysaÿe.
Specialista della musica di Franz Schubert, Robert Schumann e Johannes Brahms e grande interprete delle sonate di Ludwig van Beethoven, fu una figura leggendaria della vita musicale francese della prima metà del XX secolo e fu, dopo Alfred Cortot, il maggiore pianista operante in Francia della sua epoca. Dal 1937 in poi si concentrò sulla composizione (musica da camera e un oratorio) e sull'insegnamento. Negli anni cinquanta realizzò un'importante incisione integrale delle 32 sonate di Beethoven.